# Galearia stenophylla
Galearia stenophylla är en tvåhjärtbladig växtart som beskrevs av Elmer Drew Merrill. Galearia stenophylla ingår i släktet Galearia och familjen Pandaceae. Inga underarter finns listade i Catalogue of Life.